# Чуварлей-Майданский сельсовет
Чуварлей-Майданский сельсовет — упразднённое сельское поселение в Ардатовском районе Нижегородской области Российской Федерации.
Административный центр — село Чуварлей-Майдан. 

## История
Статус и границы сельского поселения установлены Законом Нижегородской области от 15 июня 2004 года № 60-З «О наделении муниципальных образований — городов, рабочих поселков и сельсоветов Нижегородской области статусом городского, сельского поселения».
Законом Нижегородской области от 5 сентября 2012 года № 110-З муниципальные образования — сельские поселения Журелейски, Каркалейский и Чуварлей-Майданский сельсоветы были преобразованы, путём их объединения, в муниципальное образование Чуварлей-Майданский сельсовет, наделённое статусом сельского поселения.
Законом Нижегородской области от 7 апреля 2017 № 39-З муниципальные образования — городское поселение рабочий посёлок Ардатов и сельское поселение Чуварлей-Майданский сельсовет преобразованы, путём их объединения, в муниципальное образование рабочий посёлок Ардатов, наделённое статусом городского поселения.

## Население
| 2002 | 2010 | 2012 | 2013 | 2014 | 2015 | 2016 |
| ---- | ---- | ---- | ---- | ---- | ---- | ---- |
| 576  | ↘305 | ↘254 | ↗759 | ↘732 | ↘712 | ↘693 |
| 2017 |      |      |      |      |      |      |
| ↘666 |      |      |      |      |      |      |

## Состав сельского поселения
| №  | Населённый пункт | Тип населённого пункта       | Население |
| -- | ---------------- | ---------------------------- | --------- |
| 1  | Александровка    | село                         | ↘17       |
| 2  | Березовка        | село                         | ↘42       |
| 3  | Гари             | село                         | ↘51       |
| 4  | Дубовка          | село                         | ↗82       |
| 5  | Журелейка        | село                         | ↘302      |
| 6  | Кавлей           | деревня                      | ↘18       |
| 7  | Каркалей         | деревня                      | ↘128      |
| 8  | Кармалейка       | село                         | ↘37       |
| 9  | Кудлей           | село                         | ↘14       |
| 10 | Сиязьма          | село                         | ↘17       |
| 11 | Чуварлей-Майдан  | село, административный центр | ↘222      |

В 2008 году упразднены Блюдо, Белораменка, Зобово